# The Journal of American History
The Journal of American History ist die seit 1964 quartalsweise im März, Juni, September und Dezember erscheinende historische Fachzeitschrift, die von der Organization of American Historians herausgegeben wird. Sie geht auf die Mississippi Valley Historical Review zurück, die von 1914 bis 1964 von eben diesem Zusammenschluss der Historikerinnen und Historiker in den Vereinigten Staaten von Amerika herausgegeben wurde; mit der Namensänderung wollte man der wachsenden Zahl der Mitglieder und dem Wechsel von regionalen zu eher landesweiten Themen Rechnung tragen.